# Tetra svítivá
Tetra svítivá  (Hemigrammus ocellifer) je sladkovodní rybka, tvarem a velikostí podobná tetře skvělé (Hemigrammus pulcher). Pojmenování tato tetra získala díky dvěma malým plochám na hlavě a ocasu, které odráží světlo tak, že vypadají jako by tyto plošky na svítily.

## Popis
Tvarem tělo se jedná o typickou tetrovitou rybu s vyšším profilem. Znaky, které umožňují snadné rozpoznání, jsou jasně červená skvrna nad okem, zlatá za tukovou ploutví a tmavá skvrnou na spodní části ocasní ploutve. Tělo je vyšší oválně protažené, ze stran stlačené. Dospělý jedinci dosahují délky až 4,5cm. Zbarvení je stříbřité světle hnědavé až zeleně žlutavé, hřbet a přední část těla je světle šedozelený. Ve výši hřbetní ploutve začíná na bocích úzký tmavší podélný pruh končící až na ocasní ploutvi. U kořene ocasu jej protíná příčný tmavý proužek tak, že vzniká kříž, jehož políčka jsou vyplněna zlatožlutě svítivými skvrnkami. Duhovka oka je v horní polovině červená a ve spodní polovině stříbřitá u některých jedinců až zlatová, nad očima má světle červenou a na bázi ocasní ploutve oranžovou skvrnu. Ploutve jsou čiré někdy u kořene světle oranžové, špičky ploutví jsou bezbarvé až bílé. Jedna ze svítivých oblastí je na hlavě hned za okem a druhá zadní je plocha ve spodní části ocasní ploutve. Svítivost může být hůře patrná v nádržích s nižší úrovní osvětlení.
- Samečci jsou štíhlejší, proti světlu je jim dobře vidět plynový měchýř, který mají zakulacený.
- Samička je silnější a plnější a plynový měchýř, který je proti světlu hůře patrný, je zašpičatělý.

## Rozšíření
Pochází z Jižní Ameriky a přirozenými lokalitami výskytu jsou oblasti klidných pomaleji tekoucí vod od Francouzské Guayany po Brazílii. Žijí ve větších hejnech a najdeme je hustých porostech pomalu tekoucích lesních potoků, řek a tůní včetně dočasně zaplavovaných ploch. Jelikož to jsou vesměs kyselé a na živiny chudé černé vody, je z velké části jejich potrava z náletová – drobný hmyz, spadené ovoce a jiné části vegetace.

## Chov
- Kyselost: doporučená pH 6,0–7,5
- Tvrdost: doporučená 5–18 °dGH
- Teplota: 23–28 °C

Tato ryba žije v hejnech a je účelné ji chovat v minimálním počtu 6 jedinců lépe však více četnějším hejnu. Chováme je ve společnosti klidných druhově podobných, nebo menších rybek. Jedná se o další z tetrovitých ryb vhodných do společenských nádrží, a to i menších rozměrů od 50 cm délky s volným prostorem pro plavání a okrajovým osázením z jemnolistých rostlin. Tmavší pozadí a tmavší pokrytí dna vč. plovoucí zeleně dávají barvám ryb lépe vyniknout zejména při slabším osvětlení. Zdržuje se v horním a středním patře akvária. Pokud bude v nádrži málo jedinců, mohou se stát plachými a budou neustále ukrytí. Je nenáročná na vodu, nutno však akvárium udržovat v čistotě. Nutný je pravidelný přísun (částečná výměna) čerstvé vody.
Vodu je vhodné filtrovat přes rašelinu. Jelikož je náchylná na parazity, je dobré, aby jakékoli nové ryby před vpuštěním do hlavní nádrže, byly preventivně umístěny po dobu několika týdnů v karanténní nádrži, případně byl použit dezinfekční preparát.
Jako většina tetrovitých je všežravec – potravou jsou nitěnky, roupice, pakomáří larvy a tzv. patentky, (perloočky, dafnie, buchanky , a to živé nebo i mražené, apod.), jakož i drobno sekaný salát.
Tetra svítivá přijímá i suché vločkové nebo granulované krmivo, rovněž i lyofilisované, a také drobnou mraženou potravu. Krmit je lépe méně, ale častěji, potrava by měla být pestrá. Dožívá se až 5 let.

## Rozmnožování
Malá nádržka s jemnolistými rostlinami, voda polotvrdá s teplotou 24–28 °C. Akvárium by mělo být doplněné rašelinou – je možno nahradit rašelinovým filtrem, a případně kořeny, které pomáhají při zabarvení vody (obsahem taninu), což je velmi příznivé pro tření.Voda musí být kyselá, a nejlépe filtrované (doporučuje se rašelinový filtr). Tření probíhá v jemnolistých rostlinách a plůdek se líhne do 30 hodin. Chovné rybky ihned požírají jikry, proto je neprodleně po vytření odlovíme.
Potěr se rozplave za dalších 4–6 dní. Pro rozplavání je pak potřeba volný prostor. Po rozplavání se potěr krmí jemnou živou potravu (krmí se mikrami a jednobuněčnými živočichy, např. trepkami). Potěr je v prvních měsících velmi choulostivý na přelovování, proto se doporučuje častá, ale jen částečná výměna vody.